# 최기정
최기정(崔己正, 1978년 3월 17일 ~ )은 대한민국의 전 개그맨, 연기자, 연극배우, 현 리포터다.

## 생애
1997년 연극배우 첫 데뷔하였고 이듬해 1998년 뮤지컬 배우 데뷔하였으며 2005년 SBS 서울방송 공채 8기 개그맨(동기: 강완서 등)으로 정식 데뷔하였다.
2009년 3월 경상북도 안동에 정착하여 안동MBC와 대구MBC와 KBS대구와 TBC에서 방송 리포터 등으로 활약하고 있으며 경상북도 안동연우회 지도위원을 지내고 있다.

## 출연작

### 텔레비전 프로그램
- 2005년 SBS 《웃찾사》
- 2006년 SBS 《출발 모닝 와이드》
- 2006년 MBC 《고향은 지금》
- 2007년 KBS1 《6시 내 고향》
- 안동MBC 전국시대

### 텔레비전 드라마
- 2007년 SBS 《강남 엄마 따라잡기》

### 연극
- 2008년 《청학동 혁명계열 유생 농성 사태》 ... 최갑룡 역(조연)
- 2008년 《하회촌 혁명계열 유생 농성 사태》 ... 최갑룡 역(조연)

### 뮤지컬
- 2008년 《라이온 킹》 ... 에드 역(단역)